# Julij Michajlovič Voroncov
Julij Michajlovič Voroncov (rusky Юлий Михайлович Воронцов; 7. října 1929 – 12. prosince 2007) byl sovětský a ruský diplomat, stálý zástupce Sovětského svazu a Ruské federace při Organizaci spojených národů v letech 1990 až 1994.

## Život
Narodil se do rodiny důstojníka válečného námořnictva. Jeho otec Michail Alexandrovič Voroncov se stal roku 1939 námořním atašé v Německu, mladý Julij i s matkou odcestoval k němu do Berlína následujícího roku. Pouhý měsíc před německým útokem na Sovětský svaz jej otec poslal zpět domů, jelikož znal německé úmysly. Za války studoval na námořnickém učilišti v Baku, kde se seznámil s pozdějším ruským premiérem Jevgenijem Primakovem. Po odmaturování nastoupil na Státní institut mezinárodních vztahů v Moskvě, který absolvoval roku 1952. Poté pracoval na Ministerstvu zahraničních věcí SSSR.
V roce 1954 byl poslán do Spojených států amerických. Působil jako atašé Stálé mise SSSR při OSN a pak jako poradce sovětského velvyslanectví ve Spojených státech. V letech 1963 až 1965 se jakožto poradce Stále mise účastnil ženevských rozhovorů o odzbrojení a zastavení jaderných zkoušek. V období let 1970 až 1977 byl poradcem-diplomatickým zástupcem na sovětském velvyslanectví v USA. V letech 1977 až 1978 vedl sovětskou delegaci na mezinárodní Konferenci o bezpečnosti a spolupráci v Evropě konané v srbském Bělehradě.
Od prosince 1977 do ledna 1983 zastával post sovětského velvyslance v Indii, kde přispěl ke zlepšení vzájemných vztahů a podílel se na přípravách historické návštěvy Leonida Iljiče Brežněva v Indii a Indiry Gándhíové v Sovětském svazu. Poté byl do roku 1986 velvyslancem ve Francii. Po návratu domů se podílel na přípravě dohody mezi SSSR a USA o zničení raket středního doletu. Roku 1987 se stal prvním náměstkem ministra zahraničí SSSR. Následujícího roku se stal sovětským velvyslancem v Afghánistánu, kde měl za úkol zajistit klidné stažení sovětských vojsk a zabránit afghánskému domácímu konfliktu.
V letech 1990 až 1994 byl stálým zástupcem SSSR a později Ruska při OSN, poté do roku 1998 velvyslancem v USA. V období let 1998 až 2000 zastával post poradce prezidenta Ruské federace v otázkách zahraniční politiky. Následně se stal zástupcem Generálního tajemníka OSN, z této pozice koordinoval návrat kuvajtských vězňů a majetku z Iráku. V této době také působil jako předseda představenstva Rusko-americké investiční banky.
Za své služby obdržel několik sovětských (Leninův řád, Řád Říjnové revoluce, dva Řády rudého praporu práce, Řád znaku cti) a ruských (Řád Za zásluhy o vlast 3. třídy, Řád cti, Zasloužilý pracovník diplomatické služby Ruské federace, Čestný pracovník Ministerstva zahraničních věcí Ruské federace) vyznamenání. Mimo jiné také indický řád Padma Bhúšan.